# James Benjamin Aswell

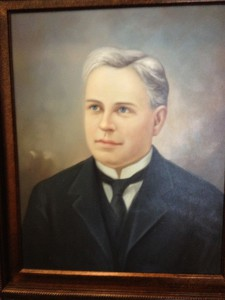
Porträtt av James Benjamin Aswell som rektor för Louisiana Industrial Institute.

James Benjamin Aswell, född 23 december 1869 i Jackson Parish i Louisiana, död 16 mars 1931 i Washington, D.C., var en amerikansk demokratisk politiker. Han var ledamot av USA:s representanthus från 1913 fram till sin död.
Aswell var rektor för Louisiana Industrial Institute (numera Louisiana Tech University 1900–1904. Därefter tjänstgjorde han som Louisianas utbildningsminister (superintendent of public education) 1904–1908. Han var sedan rektor för Louisiana State Normal School (numera Northwestern State University) 1908–1911.
Aswell tillträdde 1913 som kongressledamot  och avled 1931 i ämbetet. Baptisten Aswell gravsattes på Rock Creek Cemetery i Washington, D.C.